# Taron (Pyrénées-Atlantiques)
Pour les articles homonymes, voir Taron.
Taron est une ancienne commune française du département des Pyrénées-Atlantiques. Entre 1790 et 1794, Taron absorbe Viellenave, qu'elle recède entre 1795 et 1800. En 1822, la commune fusionne avec Sadirac et Viellenave pour former la nouvelle commune de Taron-Sadirac-Viellenave.

## Géographie
Taron est situé à l'extrême nord-est du département et au sud de Garlin.

## Toponymie
Le toponyme Taron apparaît sous les formes 
Tarusates (commentaires de César), 
Taroo (1385, censier de Béarn) et 
Taro (1538, réformation de Béarn).

## Histoire
Paul Raymond note qu'en 1385, Taron dépendait du bailliage de Lembeye et comptait quatorze feux. Il indique également qu'autour de Taron, on peut retrouver la trace de quelques tumulus et qu'au centre du village et sous l'église se trouvent des mosaïques romaines.

## Démographie
| 1793 | 1800 | 1806 | 1821 |
| ---- | ---- | ---- | ---- |
| 360  | 322  | -    | 400  |

## Culture et patrimoine

### Patrimoine civil
À Taron, un fossé témoigne de la présence d'une fortification au haut Moyen Âge.
La commune présente un ensemble de maisons et de fermes dont la construction s'étale du XVIe au XIXe siècle. Le presbytère date, quant à lui, de 1735.

### Patrimoine religieux
L'église de l'Assomption-de la-Bienheureuse-Vierge-Marie) édifiée sur les restes d'une construction gallo-romaine, qui présente des vestiges datant des Xe et XIe siècles. Une mosaïque, datée du Ve siècle représentant un panier, un poisson et un arbre fruitier, a été trouvée lors de fouilles d'une villa antique, transformée au Moyen Âge en cimetière. L'église recèle du mobilier inscrit à l'Inventaire général du patrimoine culturel.

## Pour approfondir